# 郑东新区湿地公园
郑东新区湿地公园于2006年5月份投入运行，是郑州市郑东新区采用人工湿地技术建设的生态环境保护主体公园和生物环境教育基地，也是目前中国城市生态水处理系统中水处理能力最大的人工湿地工程之一。公园位于商务内环路和外环路之间、南运河东侧，占地面积约4万平米，是郑东新区水系的重要组成部分。

## 简介
湿地公园的主要功能是对郑东新区CBD中心的如意湖（人工湖）的水质进行净化。湿地公园日标准处理水量一万吨，CBD如意湖得蓄水量约26万吨，因此湿地公园一个月能把流回如意湖的湖水净化一次。经处理后，如意湖的水质可达到国家地表水二类水质标准。
整个工程通过与园林景观设计相结合，利用湿地内的水生植物，营造了一处美丽的休闲观赏景区。